# Каржоаја (Јаши)
Каржоаја (рум. Cârjoaia) насеље је у Румунији у округу Јаши у општини Котнари. Oпштина се налази на надморској висини од 168 m.

## Становништво
Према подацима из 2002. године у насељу је живело 1799 становника, од којих су сви румунске националности.